# Sapang Dalaga
Sapang Dalaga (Bayan ng Sapang Dalaga) är en kommun i Filippinerna. Kommunen ligger på ön Mindanao, och tillhör provinsen Misamis Occidental. Folkmängden uppgår till 17 794 invånare.

## Barangayer
Sapang Dalaga är indela i 28 barangayer.
| - Bautista - Bitibut - Boundary - Caluya - Capundag - Casul - Dasa - Dioyo - Guinabot - Libertad - Locus - Manla - Masubong - Agapito Yap, Sr. (Napilan) | - Poblacion - Salimpuno - San Agustin - Sinaad - Sipac - Sixto Velez, Sr. - Upper Bautista - Ventura - Medallo - Dalumpinas - Disoy - El Paraiso - Macabibo - Sapang Ama |